# Lalleu
Lalleu é uma comuna francesa na região administrativa da Bretanha, no departamento Ille-et-Vilaine. Estende-se por uma área de 15,34 km². Em 2010 a comuna tinha 575 habitantes (densidade: 37,5 hab./km²).